# Search for Extraterrestrial Intelligence
Search for Extraterrestrial Intelligence (englisch für Suche nach extraterrestrischer Intelligenz, auch kurz SETI genannt) bezeichnet die Suche nach außerirdischen Zivilisationen. Seit 1960 werden verschiedene wissenschaftliche Projekte betrieben, die unter anderem den Radiobereich des elektromagnetischen Spektrums nach möglichen Anzeichen und Signalen technischer Zivilisationen im All untersuchen.

## Grundlagen und Abschätzungen

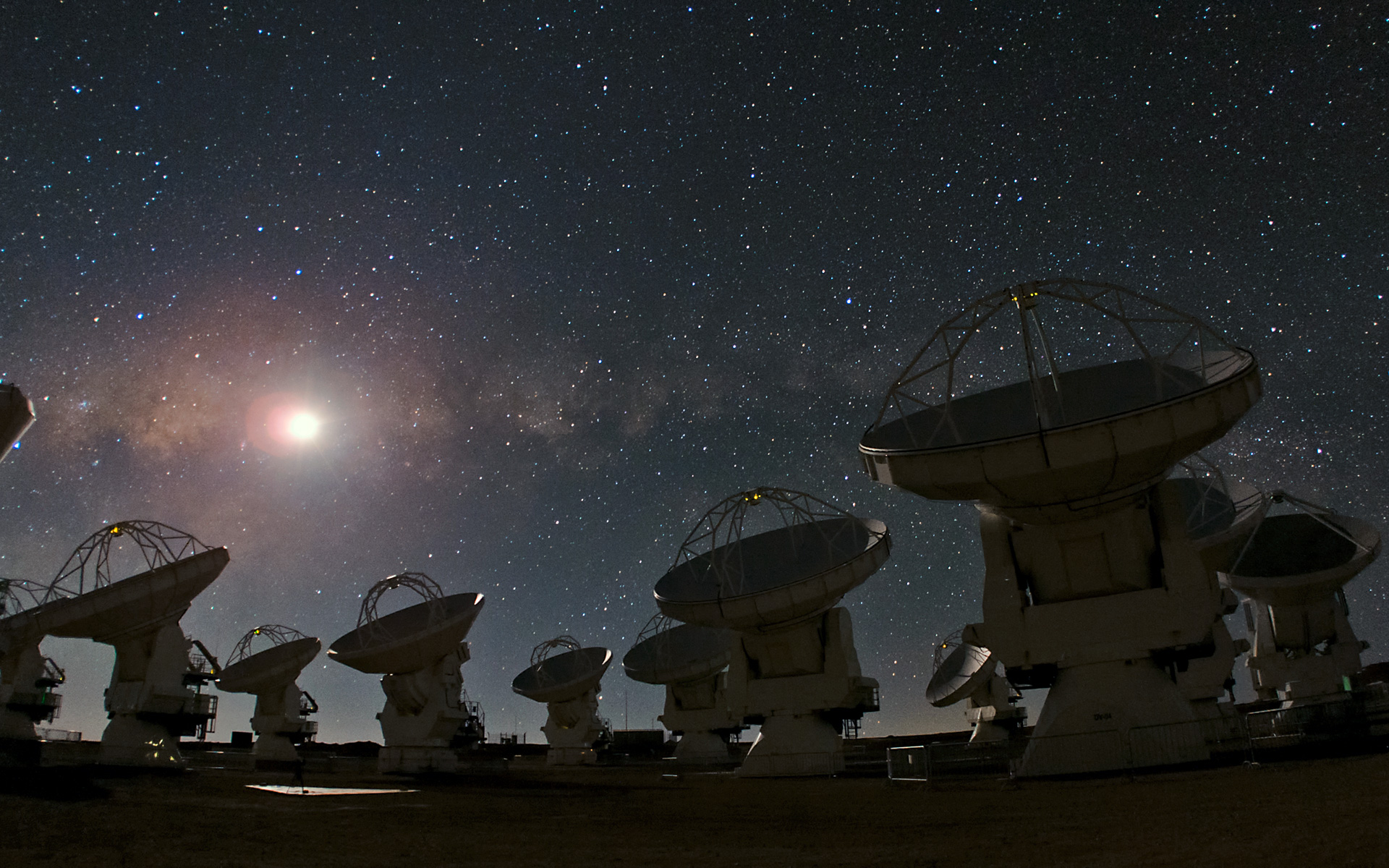
Das ALMA Teleskop mit Mond und Milchstraße im Hintergrund

Die SETI-Forschung beruht auf der Annahme, dass außerirdisches Leben im Weltall sich so weit entwickelt hat, dass diese Lebensformen ähnliche Kommunikationssysteme und Nachrichtentechnologien nutzen wie auf der Erde. Bislang ist nicht bekannt, ob es gegenwärtig andere technische Zivilisationen gibt, die zur Sendung und zum Empfang interstellarer Signale in der Lage sind. Eine Abschätzung dazu hat der Astronom Frank Drake mit der Drake-Gleichung versucht. Bei optimistischer Einschätzung der Faktoren dieser Gleichung ergäbe sich eine mögliche Anzahl von über 300 solcher Zivilisationen in der Milchstraße. Als Hauptfaktor für aktive und kommunizierende Zivilisationen gilt deren durchschnittliche Lebenszeit als kommunizierende Zivilisation. Laut einer Studie aus dem Jahr 2020 müssten nach damaligen Kenntnisstand aktuell etwa 36 Zivilisationen mit extraplanetarer Kommunikationsfähigkeit „Communicating Extra-Terrestrial Intelligence“ (CETI) in unserer Galaxie existieren, falls deren Entstehung, wie auf der Erde, ca. 4,5 bis 5,5 Milliarden Jahre dauerte und deren durchschnittliche Lebenszeit ca. 100 Jahre beträgt. Stephen Dole schätzte 1964 in einer Studie für die RAND Corporation erstmals die Anzahl möglicher habitabler Welten in der Galaxis ab. Die Kardaschow-Skala ist eine Skala, mit der eventuelle technische Möglichkeiten extraterrestrischer Zivilisationen abgeschätzt werden. Die Galaxie, in der sich die Erde befindet, die Milchstraße, hat einen Durchmesser von ungefähr 200.000 Lichtjahren und enthält zwischen 200 und 400 Milliarden Sterne sowie – Erkenntnissen der Kepler-Mission zufolge – 50 Milliarden Planeten, davon schätzungsweise 500 Millionen Planeten in habitablen Zonen. Weitere Analysen der Kepler-Daten und Untersuchungen mit dem Keck-Teleskop (Stand: 2013) lassen auf eine noch weitaus höhere Anzahl an Planeten in habitablen Zonen in der Milchstraße schließen.
Das Fermi-Paradoxon wirft die Frage auf, wieso die Menschheit noch keine Nachweise außerirdischer Intelligenz ermitteln konnte, obwohl selbst-replizierende Sonden die Milchstraße bereits vielfach durchreist haben und somit Kontakt zur menschlichen Zivilisation gefunden haben könnten.

### Einschränkungen des Suchgebietes
Die Annahme, dass außerirdische Lebensformen mehrheitlich auf Kohlenstoff-Chemie basieren – wie alle Lebensformen auf der Erde – wird in der Exobiologie polemisch als Kohlenstoffchauvinismus bezeichnet. Obwohl auch hypothetisch eine alternative Biochemie wie z. B. auf Siliziumbasis diskutiert wird, bietet Kohlenstoff eine größere Vielfalt zur Bildung von semi-stabilen Molekülen.
Eine weitere Annahme ist, dass Leben flüssiges Wasser benötigt. Das einfach gebaute Wassermolekül bildet eine optimale Umgebung für die Entwicklung komplexer kohlenstoffbasierter Moleküle, die zur Entwicklung von Leben führen könnten.
Eine dritte Einschränkung ist, sich auf sonnenähnliche Sterne zu konzentrieren. Sehr große Sterne haben relativ kurze Lebenszeiten von nur einigen Millionen Jahren bis zu wenigen zehntausend Jahren, so dass das Leben auf ihren Planeten sehr wenig Zeit für die Entwicklung hätte. Andererseits ist die freigesetzte Energie sehr kleiner Sterne so gering, dass nur Planeten auf einer nahen Umlaufbahn als Kandidaten für Leben in Frage kämen. Die Lebenszeit eines solchen Sterns kann allerdings 20 Milliarden Jahre und mehr betragen. Durch die enge Umlaufbahn und die Wirkung der damit verbundenen starken Gezeitenkräfte ist die Eigenrotation solcher Planeten in der Regel sehr langsam oder in gebundene Rotation übergegangen. Die Folge ist ein ungünstiges, sehr starkes Temperaturgefälle zwischen Tag- und Nachtseite, wie es etwa beim Merkur beobachtet werden kann.

### Eigenschaften eines hypothetischen Signals
Um eine Radioübertragung von einer außerirdischen Zivilisation zu empfangen, wird postuliert, das gesamte Spektrum der gängigsten elektromagnetischen Frequenzen abzusuchen, da man nicht wissen könne, welche Frequenz die Außerirdischen nutzten.
Da das Signal zur leichteren Detektion stärker als die Strahlung des Heimatsterns sein sollte, ist es nicht sinnvoll, ein starkes Signal über eine große Bandbreite von Wellenlängen zu übertragen, und deshalb ist es wahrscheinlich, dass ein solches Signal auf einem sehr schmalen Frequenzband (Kanal) gesendet wird. Das bedeutet, dass eine große Anzahl sehr schmaler Kanäle abgesucht werden muss.
Die Modulation und die Kodierung eines außerirdischen Signals sind ebenso unbekannt. Interessant könnten sehr schmalbandige Signale sein, die stärker sind als das Hintergrundrauschen und konstant in ihrer Stärke. Ein regelmäßiges und komplexes Pulsmuster wäre ein Hinweis darauf, dass die Signale künstlich sind. Es wurden Studien durchgeführt, mit der Frage nach den Eigenschaften eines Signales, das einfach gefunden und entschlüsselt werden kann. Ob die Annahmen aus diesen Studien tatsächlich gültig sind, ist noch unbestätigt.
Kosmische Strahlung und auch terrestrische Strahlungsquellen bilden einen gewissen Schwellwert für Signale, die wir noch als solche erkennen können. Um eine außerirdische Zivilisation orten zu können, die ihre Signale in alle Richtungen ausstrahlt, müsste diese einen sehr starken Sender benutzen. Seine Leistung müsste mindestens vergleichbar sein mit der gesamten elektrischen Leistung, die heute auf der Erde zur Verfügung steht.
Das Signal einer außerirdischen Zivilisation könnte behindert und damit unlesbar werden, z. B. durch interstellaren Nebel oder auch von Interferenzen. Ein ganz ähnlicher Effekt tritt mitunter auch bei Fernsehgeräten mit terrestrischem Antennenempfang auf: Wenn die Fernsehsignale von einem Berg oder einem großen Objekt reflektiert werden und damit die Antenne auf zwei unterschiedlich langen Wegen erreichen, so kommt es zu einer zeitversetzten Überlagerung.
Auf die gleiche Art könnte der gebündelte Kommunikationsstrahl einer weit entfernten Zivilisation von interstellaren Wolken abgelenkt oder verschoben und aufgrund dieser Interferenzen das Signal geschwächt oder gar unlesbar werden.
Die moderne SETI-Forschung begann mit der Publikation „Searching for Interstellar Communications“ der beiden Physiker Giuseppe Cocconi und Philip Morrison, die im September 1959 in Nature veröffentlicht wurde. Cocconi und Morrison kamen darin zu dem Schluss, dass Mikrowellen-Frequenzen zwischen 1 und 10 Gigahertz am besten für die interstellare Kommunikation geeignet wären. Unter einem Gigahertz beginnt die sogenannte Synchrotronstrahlung (verursacht durch Elektronen, die durch galaktische Magnetfelder wandern) andere Strahlungsquellen zu übertönen. Über 10 Gigahertz wirkt die Strahlung von Wasserstoff- und Sauerstoff-Atomen in unserer Erdatmosphäre störend auf eventuelle Signale ein. Selbst wenn außerirdische Welten völlig andere Atmosphärenverhältnisse haben, machen Quanteneffekte den Bau von konventionellen (elektrotechnischen) Empfängern für Signale über 100 Gigahertz schwierig. Besonders die untere Grenze dieses „Mikrowellenfensters“ eignet sich gut zur Kommunikation: Es ist prinzipiell einfacher, Signale mit niedrigen Frequenzen zu senden und zu empfangen, als solche mit hohen. Die niedrigen Frequenzen sind auch wegen des durch planetare Bewegungen verursachten Doppler-Effekts besser geeignet. Dieser Effekt führt zu einer Änderung der Signalfrequenz im Laufe einer Übertragung, und zwar umso gravierender, je höher die Frequenz des ausgestrahlten Signals ist. Cocconi und Morrison kamen zu dem Schluss, dass die Frequenz von 1,42 Gigahertz (auch HI-Linie genannt), die sog. 21-cm-Linie, besonders interessant für eine interstellare Übertragung wäre: auf dieser Frequenz strahlt neutraler Wasserstoff. Radioastronomen durchsuchen oft das All auf dieser Frequenz, um große Wasserstoff-Wolken zu lokalisieren. Würde man also eine Nachricht nah an dieser „Markierungsfrequenz“ senden, erhöhte dies die Chance einer zufälligen Entdeckung. Da man nach spektral schmalbandigen Signalen sucht, kann man eine Verwechslung mit neutralem Wasserstoff ausschließen, weil dessen Strahlung durch die Temperaturbewegung eine hohe Dopplerverbreiterung (siehe dazu auch Spektrallinie) aufweist. Eine weitere interessante Frequenz ist 1,720 Gigahertz (18-cm-Linie). Es ist eine Frequenz von OH, einem Sauerstoff-Wasserstoff-Molekül. Der Bereich zwischen 1,420 und 1,720 Gigahertz wird von den Radioastronomen auch als kosmisches Wasserloch bezeichnet. Der Frequenzbereich ist durch internationale Abkommen geschützt. Der Begriff des Wasserlochs wurde in diesem Zusammenhang 1971 von Bernard M. Oliver geprägt. Zwei mögliche Suchstrategien nach Signalen wären die gezielte Suche (englisch Targeted search) und die Suche am Gesamthimmel (englisch All-sky survey). Eine weitere Methode, Signale von möglicherweise existierenden außerirdischen Zivilisationen zu detektieren, wäre die durch den Gravitationslinseneffekt eines Sterns fokussierten Radiowellen mit Raumsonden zu untersuchen. Diese Methode wird als GL-SETI bezeichnet, was die Abkürzung für gravitational lensing SETI ist und englisch für SETI mit Hilfe von Schwerkraftlinsen bedeutet. 1968 erwähnte Stanisław Lem in seinem Roman Głos Pana (dt. Die Stimme des Herrn) die Möglichkeit, Neutrinos für SETI einzusetzen. Auch Isaac Asimov verfolgte diese Idee in Außerirdische Zivilisationen. Die Suche nach künstlichen Neutrinos bzw. Antineutrinos wurde auch von Wissenschaftlern mehrfach diskutiert.

### Künstliche terrestrische Abstrahlung
Durch die Nutzung von Radiowellen, TV-Signalen, zivilen und militärischen Radaranlagen und anderen Quellen produziert unsere Zivilisation eine künstliche EM-Signatur der Erde (englisch Leakage radiation), die von extraterrestrischen technischen Zivilisationen mit astronomischem Forschungsinteresse innerhalb einer Entfernung von etwa 60 bis 80 Lj gegebenenfalls detektiert werden kann. Abschätzungen (Stand: 2009) gehen von etwa 3000 Sternen und einer unbekannten Anzahl von Planetensystemen innerhalb einer Distanz von 100 Lj aus. Einige Seti-Forscher halten es für möglich, dass militärische Einrichtungen, wie z. B. das Langstrecken-Phased-Array-Radar Don-2N, Cobra Dane, Sea-Based X-Band Radar oder HAARP aufgrund der verwendeten Strahlungsleistung noch in Entfernungen von 500 Lichtjahren und mehr detektiert werden könnten.

## Geschichte und Methoden der Suche

Radioteleskop am Green-Bank-Observatorium

Frühe Versuche, Radiosignale von Außerirdischen auszumachen, unternahm Guglielmo Marconi, der Anfang der 1920er Jahre behauptete, Signale empfangen zu haben, was aber nicht bestätigt werden konnte. Bereits viel früher befasste sich Nikola Tesla mit angeblichen Signalen vom Mars. Der Astronom David Peck Todd schlug schon 1909 erfolglos vor, mit Forschungsballon und Empfangsgerät nach eventuellen extraterrestrischen Radiosignalen zu suchen.

### Anfänge
Am 21. April 1960 begann Frank Drake von der Cornell-Universität das erste moderne SETI-Experiment, das sogenannte Projekt Ozma (benannt nach der Königin von Oz aus den Fantasy-Büchern von Frank L. Baum). Drake nutzte ein Radioteleskop des Green-Bank-Observatoriums mit einem Durchmesser von 26 Metern, um die beiden Sterne Tau Ceti und Epsilon Eridani bei 1,42 GHz zu untersuchen. Er untersuchte ein 400-kHz-Band mit einer Frequenzauflösung von 100 Hz und speicherte die Aufnahme auf Band, um sie später nach auffälligen Signalen zu durchsuchen. Die Untersuchung ergab jedoch keine besonderen Auffälligkeiten. Die totale Beobachtungszeit waren etwa 200 Stunden, für das Projekt standen 2000 USD zur Verfügung.
Im November 1961 fand die erste SETI-Konferenz am Green-Bank-Observatorium statt. Teilnehmer waren u. a.: Frank Drake, Otto von Struve, Philip Morrison, Carl Sagan, Melvin Calvin, Bernard M. Oliver und John Lilly. Auch die Sowjetunion begann 1964 mit einem Suchprogramm. 1964 und 1971 organisierten u. a. Nikolai Kardaschow und Josef Schklowski weitere SETI-Konferenzen, diesmal am Byurakan-Observatorium. Carl Sagan und Josef Schklowski veröffentlichten 1966 mit Intelligent Life in the Universe ein vielzitiertes Buch über SETI. 1971 finanzierte die NASA eine Studie über ein Radio-SETI-Projekt mit dem Namen Zyklop. Es wurde ein Array mit 1500 91,5-m-Teleskopen vorgeschlagen, die Kosten waren mit etwa 10 Milliarden Dollar jedoch zu hoch.
1974 wurde vom Arecibo-Observatorium eine Radiobotschaft von 1.679 Bits Länge ins All in Richtung des Kugelsternhaufens M13 (Entfernung rund 25.000 Lichtjahre) gesendet. Die Zahl 1.679 hat zwei Primfaktoren, 23 und 73, und die Nachricht soll als Bild von 23 mal 73 Pixeln verstanden werden. Die Nachricht wurde durch Frequenzmodulation mit 10 Bits pro Sekunde gesendet. Das Bild soll das Arecibo-Observatorium, eine menschliche Figur, unser Sonnensystem, die Doppelhelix der DNA und die für unsere DNA notwendigen Nukleotide darstellen.
Im Gegensatz zum passiven Lauschen wurde das Senden von Signalen auch als Active SETI oder METI (Messaging to Extra-Terrestrial Intelligence) und CETI (Communication with extraterrestrial intelligence) bezeichnet. Forscher, wie der Astrophysiker Stephen Hawking und David Brin spekulieren aber, dass Active SETI auch mit erheblichen Risiken verbunden sein könnte. Es gibt Pläne für eine Planetare Verteidigung. Zur Risikobewertung eines gesendeten Signals wurde die San-Marino-Skala geschaffen. Nach der zehnstufigen Skala wäre die 1974 gesendete Arecibo-Botschaft Stufe 8.
Am 15. August 1977 empfing der Astrophysiker Jerry Ehman das Wow!-Signal.
1979 startete die Universität von Kalifornien in Berkeley (UC Berkeley) das SETI-Projekt SERENDIP (Search for Extraterrestrial Radio Emissions from Nearby Developed Intelligent Populations) mit einem Frequenzanalysator mit 100 Kanälen. Es wurden Radioteleskope mit Spiegeldurchmessern von 25 bis 65 Metern verwendet. Im Sommer 1979 finanzierte NASA-Ames und andere Institutionen das Projekt Oasis. Ziel von Oasis war der Entwurf eines Detektors für Instrumente, die schon 1971 im Projekt Cyclops entworfen worden waren.

### 1980 bis 1998
Carl Sagan, Bruce Murray und Louis Friedman gründeten 1980 die Planetary Society, die unter anderem verschiedene SETI-Projekte finanziell unterstützt.
Nach Vorschlägen von Paul Horowitz wurden 1981 neue tragbare Radiofrequenzanalysatoren entwickelt. Gegenüber früheren analogen Frequenzanalysatoren hatten sie den Vorteil, dass sie mit einem Digitalen Signalprozessor in Echtzeit durch Fouriertransformation Spektren aus einem 2 kHz breiten Band mit 0,03 Hz Auflösung (64.000 Kanäle) erzeugten.

Von 1982 bis 1985 wurde ein Frequenzanalysator mit 131.000 Kanälen an einem 25-m-Radioteleskop an der Harvard-Universität verwendet (Projekt Sentinel).
1985 folgte das Projekt META (Megachannel Extra-Terrestrial Array), geleitet von Horowitz und unterstützt von der Planetary Society sowie vom Regisseur Steven Spielberg, mit einem Analysator mit 8 Millionen Kanälen und einer Kanalbreite von 0,5 Hz. Ein weiteres Teleskop, META II, sucht von Argentinien aus am südlichen Himmel.
Ebenfalls 1985 startete die Ohio State University ein eigenes SETI-Programm, das Projekt Big Ear, das später finanzielle Unterstützung von der Planetary Society erhielt.

1986 startete die UC Berkeley ihr zweites SETI-Programm, SERENDIP II, mit 65.536 Kanälen. Hauptsächlich wurde dabei ein 90-m-Radioteleskop am Green-Bank-Observatorium in West Virginia verwendet. Das Nachfolgeprojekt SERENDIP III mit etwa 4 Millionen Kanälen nutzte das Arecibo-Observatorium. Dessen Nachfolger SERENDIP IV nutzt ebenfalls das Arecibo-Observatorium und arbeitet mit rund 168 Millionen Kanälen.

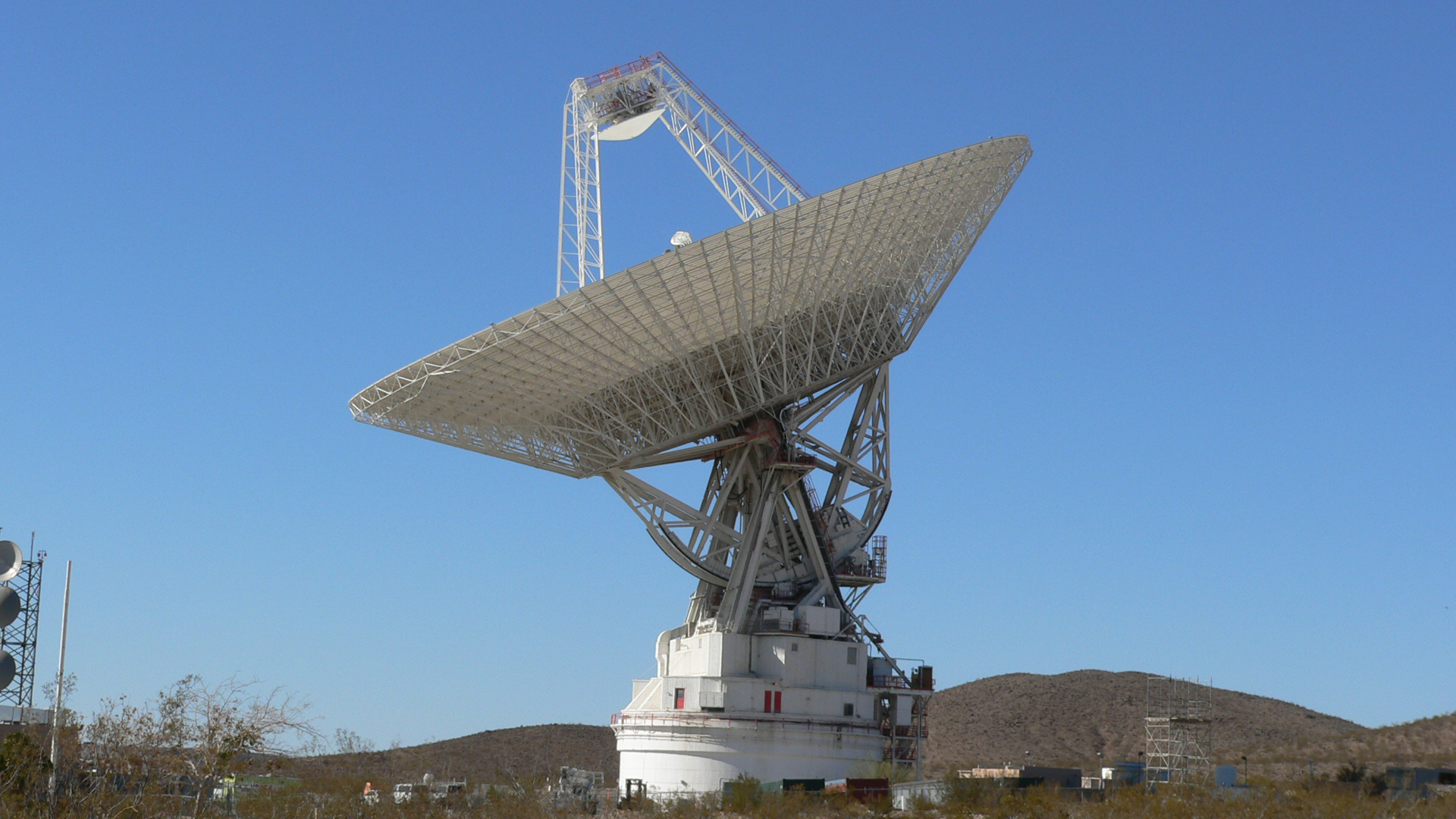
Goldstone Deep Space Communications Complex

In Europa wurde in den 1980er Jahren das Nançay-Radioteleskop für ein SETI-Programm genutzt und später das 32-m-Radioteleskop in Medicina, Italien.
1992 entschied die NASA bzw. die US-Regierung, das SETI-Programm MOP (Microwave Observing Program), das später als High Resolution Microwave Survey (HRMS) bezeichnet wurde, zu finanzieren. HRMS beinhaltete eine gezielte Suche bei 800–1000 sonnenähnlichen Sternen innerhalb einer Distanz von 100 Lichtjahren. Die Frequenzanalysatoren sollten 15 Millionen Kanäle haben, wobei jeder Kanal bei der gezielten Suche ein Hertz und sonst 30 Hertz breit sein sollte. Als Radioteleskope sollten die Antennen des Deep Space Network, ein 43-m-Teleskop in West Virginia und das Arecibo-Observatorium verwendet werden. Das Programm wurde jedoch 1993, ein Jahr nach dem Start, vom US-Kongress beendet.

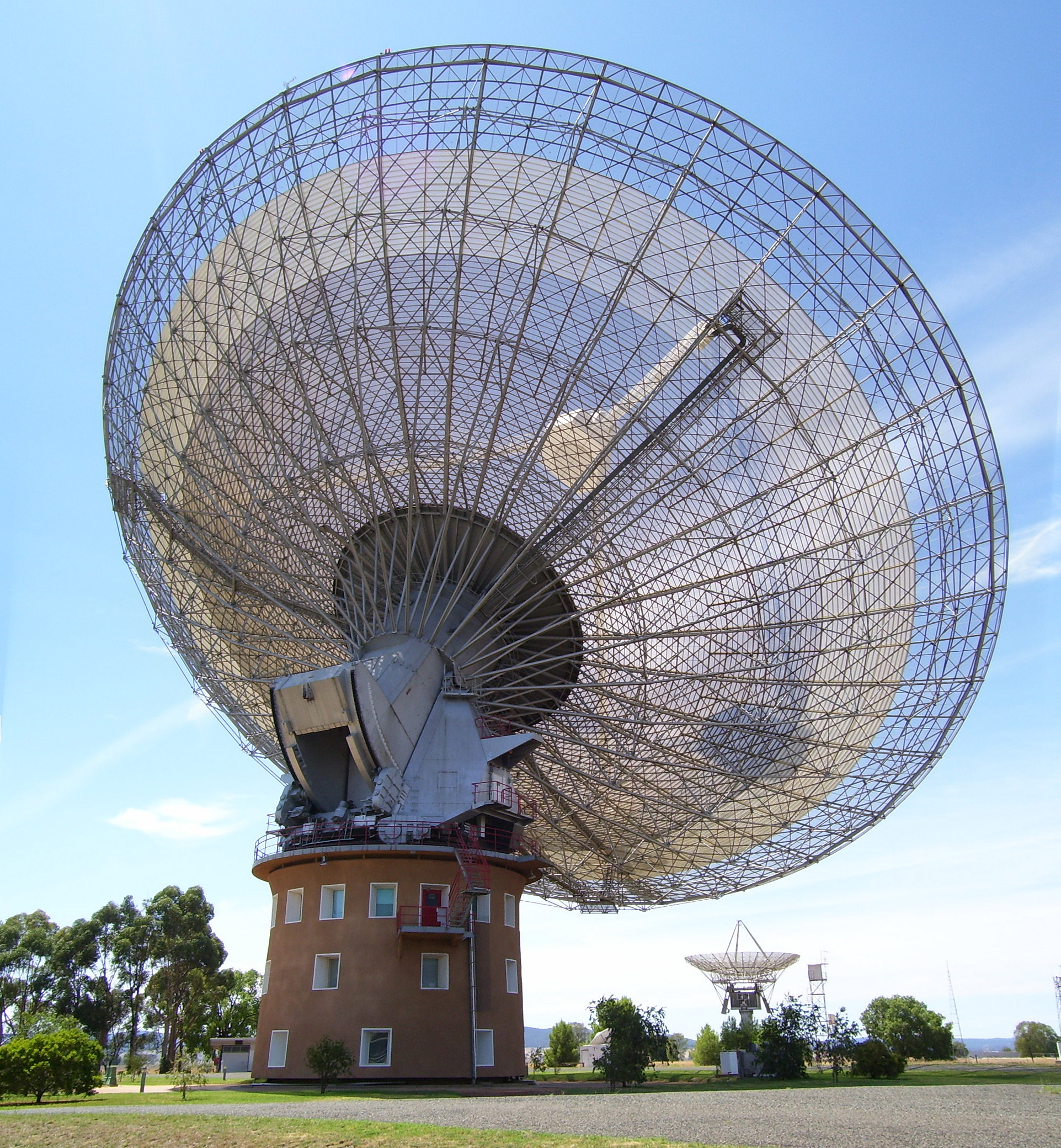
Parkes-Radioteleskop (64 m)

1995 startete das privat finanzierte Projekt Phoenix. Es wurde vom SETI-Institut in Mountain View in Kalifornien finanziert und begann die Radiosuche mit dem 64-m-Parkes-Teleskop in Australien. Von September 1996 bis April 1998 nutzte das Programm das Green Bank Radioteleskop und ab August 1998 das Arecibo-Observatorium. Phoenix wurde 2004 eingestellt, 800 Sterne innerhalb eines Suchradius von 200 Lichtjahren wurden ohne Ergebnis untersucht.

### Abgeschlossene Projekte

#### SETI@home

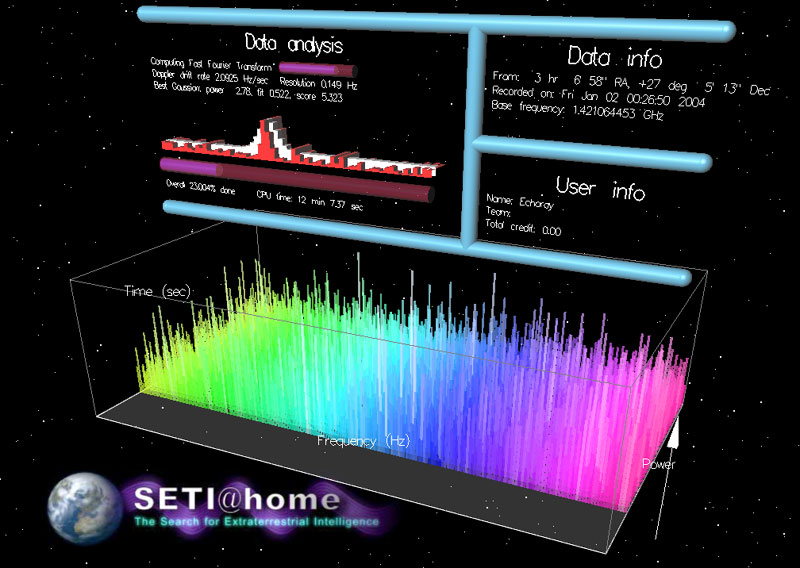
Der Bildschirmschoner des SETI@home-Client

Im Mai 1999 wurde das Projekt SETI@home von der UC Berkeley gestartet, das die Daten von SERENDIP IV benutzte. Dieses Projekt benutzte die Rechenleistung von vielen Computern im Internet, die von Benutzern freiwillig zur Verfügung gestellt wurden. Man konnte das SETI@home-Programm herunterladen, das Daten vom Server an der UC Berkeley herunterlud und diese im Hintergrund (bei geringster Priorität) analysierte, sobald auf dem Computer Rechenkapazitäten frei waren. Ein spezieller Bildschirmschoner zeigte den Fortschritt der Arbeit an. Nach Abarbeitung eines Datenpakets wurden die Ergebnisse zurückgeschickt. Im März 2020 gab das Projekt, als eines der ersten und größten öffentlichen Volunteer-Verteiltes-System-Projekte, fundlos sein Ende bekannt.

#### Andere
Ebenfalls im Jahr 2020 wurde die bis dato größte Suche nach niederfrequenten Radiowellen außerirdischer Intelligenzen (>10 Mio. Sterne im Sternbild Segel des Schiffs) durchgeführt und als fundlos beendet.

### Aktuelle Projekte

#### Breakthrough Listen
Am 20. Juli 2015 wurde die private Breakthrough-Listen-Forschungsinitiative angekündigt. Seit 2016 ist Breakthrough Listen in die Datenbank von SETI@Home integriert und wird zusammen mit den normalen SETI@home-Daten als Workunits an den BOINC-Client verschickt. Eine erste große Datenanalyse zur Suche nach Radiosignalen außerirdischer Zivilisationen erbrachte bislang keine Treffer. Das Projekt hatte mehrere Petabyte Daten veröffentlicht und beinhaltet die größte Veröffentlichung von SETI-Daten in der Geschichte des Feldes.

#### BETA, ATA
Als Nachfolger des META-Projekts wird jetzt das Projekt BETA (Billion-Channel Extraterrestrial Array) von der Planetary Society betrieben. Entgegen der Bezeichnung wird mit weniger als einer Milliarde, nämlich mit nur 250 Millionen Kanälen von jeweils 0,5 Hertz Breite gearbeitet. Der Frequenzbereich von 1.400 bis 1.720 Megahertz wird untersucht, dabei wird jeweils zwei Sekunden (eine kürzere Beobachtungszeit würde diese hohe spektrale Auflösung nicht ermöglichen) ein Bereich von 125 Megahertz Breite (entsprechend dem Produkt aus Breite und Anzahl der Kanäle) untersucht, danach wird der Bereich verschoben, und es wird wieder zwei Sekunden beobachtet. Nach acht Verschiebungen ist wieder das ursprüngliche Frequenzband erreicht.

Die Effizienz der Suche steigt merklich durch parasitäre Suchweise, oder auch Huckepackverfahren (englisch: piggyback), die konventionelle radioastronomische Beobachtungsprogramme mitbenutzen.
Das SETI Institute arbeitet nun mit der University of California, Berkeley zusammen, um im Norden Kaliforniens ein neues Radioteleskop, das Allen Telescope Array (ATA) zu bauen. Es soll sich sowohl der Radioastronomie als auch der Suche nach außerirdischer Intelligenz widmen. Das Teleskop wurde von Microsoft-Mitbegründer Paul Allen unterstützt und soll aus rund 350 6,1-m-Teleskopen bestehen. Der beobachtbare Frequenzbereich liegt zwischen 0,5 und 11,2 Gigahertz.
Die einzelnen Teleskope sind relativ billig, das Observatorium soll insgesamt etwa 25 Millionen US-Dollar kosten. 2005 wurde mit dem Bau begonnen. Das SETI Institute stellt vor allem Geld für den Bau zur Verfügung, während UC Berkeley das Teleskop entworfen hat und es betreiben wird. Es kann gleichzeitig auf verschiedenen Frequenzen und als Interferometer viele Objekte simultan in den Gesichtsfeldern der Einzelteleskope beobachten. Im April 2011 war das SETI-Institut aus finanziellen Gründen gezwungen, die Forschung mit dem Allen Telescope Array zu unterbrechen.
Sechs Monate später konnte die vorläufige Finanzierung gewährleistet werden. Mit Hilfe von privaten Spendern und der US Air Force konnte der weitere Betrieb wieder aufgenommen und die Suche nach außerirdischer Intelligenz fortgesetzt werden. Nebenbei soll das Telescope Array nun aber auch nach Weltraumschrott suchen, der Satelliten gefährden könnte. Passend zur Entdeckung des Exoplaneten Kepler-22b soll die Suche nach außerirdischen Funksignalen wieder begonnen werden. In den nächsten Jahren sollen alle normalerweise stummen Frequenzen von 1–10 GHz systematisch nach Lebenszeichen auf Kepler-22b abgesucht werden. Das ATA ist hierbei weltweit die einzige Einrichtung, die in der Lage ist, alle 9 Millionen Kanäle (1 kHz pro Kanal) gleichzeitig zu beobachten. Die Auswertung soll womöglich über das Distributed-Computing-Projekt SETI@home erfolgen.

#### Sazanka
2009 wurde in Japan Projekt SAZANKA gestartet. Unter Einsatz von 14 Radio- und 27 optischen Teleskopen wurde eine Multi-Site-Beobachtungskampagne durchgeführt.

#### Projekt Dorothy
Im November 2010 begann das Projekt Dorothy. Anlässlich des 50-jährigen Jubiläums von Projekt OZMA wird eine Beobachtungskampagne durchgeführt, an der sich Forscher aus 15 Ländern beteiligen.

#### Galileo Project
Im Jahr 2021 begann das, von Top-Astronom Avi Loeb geleitete, „Galileo Project“, welches mit Teleskoptechnologie transparent nach aussagekräftigen Beweisen für außerirdisches Leben oder deren Technologie – wie Alien UFOs/UAP – auf oder in der Nähe der Erde suchen soll.

### Optisches SETI

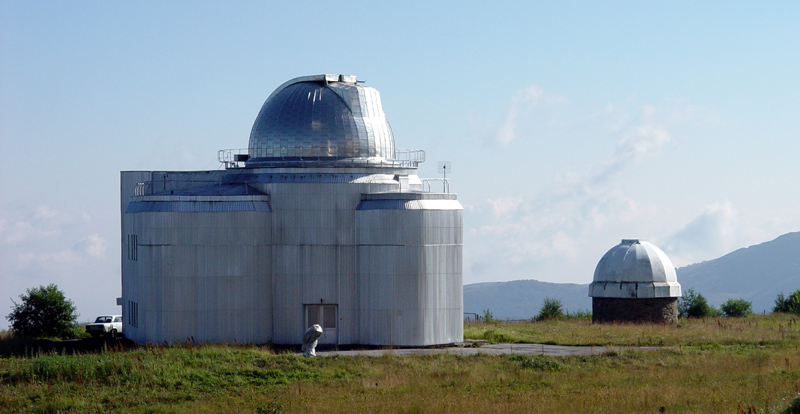
Selentschuk-Observatorium

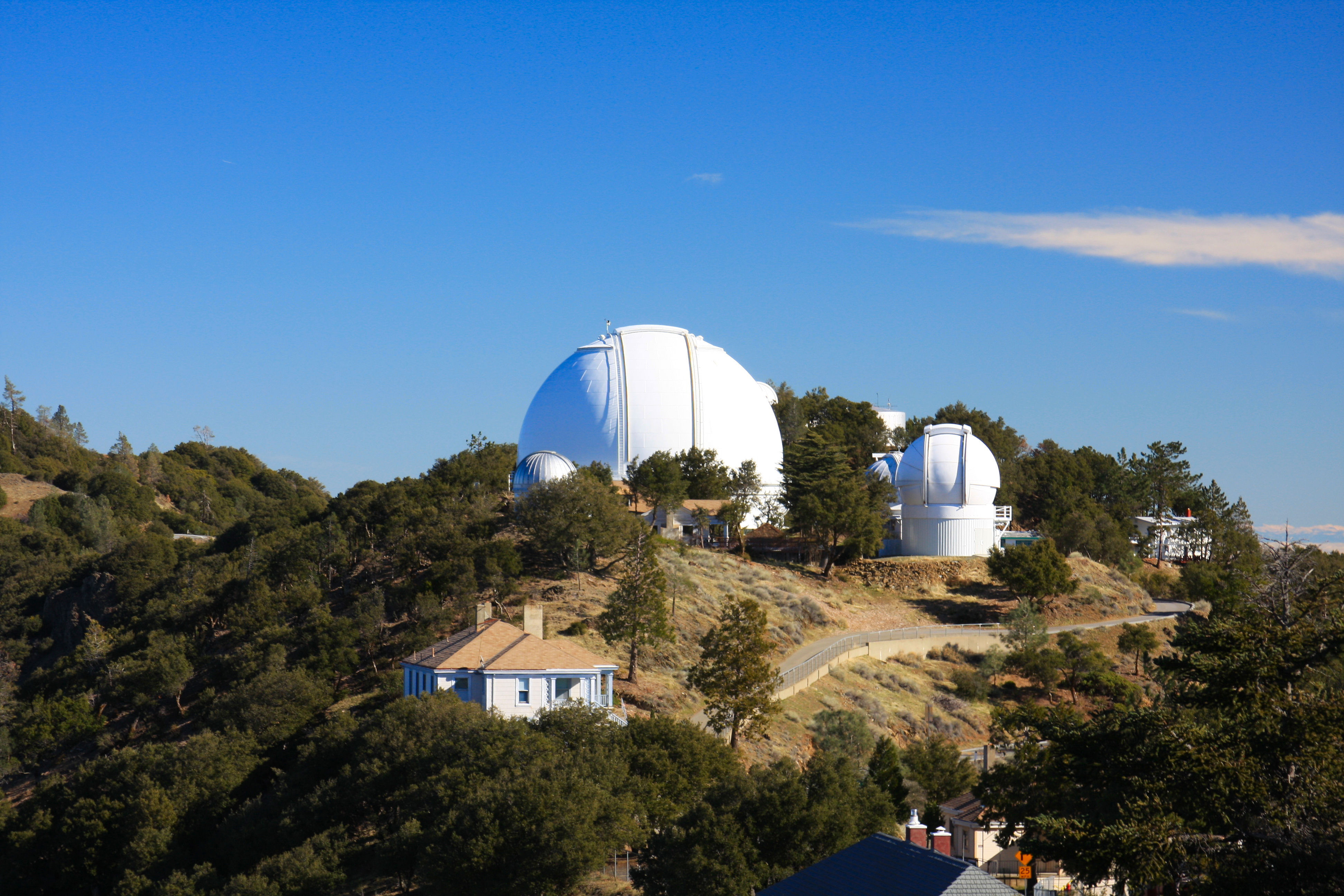
Lick-Observatorium

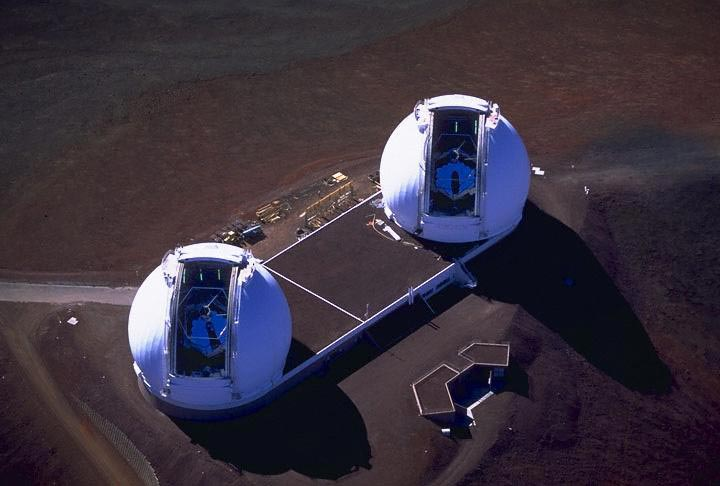
Keck-Observatorium

Neben der Suche nach Radiosignalen betreibt man auch die Suche nach Signalen im sichtbaren Bereich und im nahen Infrarotbereich. Dies wird als Optisches SETI (englisch Optical SETI) oder kurz OSETI bezeichnet. Man geht von der Annahme aus, dass extraterrestrische technische Zivilisationen sehr starke Laser für die Kommunikation über interstellare Distanzen verwenden könnten. Bei Licht im sichtbaren Bereich ist die benötigte Spiegel- bzw. Linsengröße, die man braucht, damit die emittierte Strahlung einem bestimmten Divergenzwinkel (halber Öffnungswinkel eines gedachten Strahlungskegels, innerhalb dessen sich der Großteil der Strahlung befindet) aufweist, kleiner als bei den langwelligeren Radiowellen. Dadurch sinkt zwar die Wahrscheinlichkeit, einen nicht absichtlich auf die Erde gerichteten Strahl zu detektieren, jedoch steigt die Stärke nahe dem Strahlzentrum für eine bestimmte Ausgangsleistung. Die Suche nach diesen optischen Signalen erfolgt mit hochauflösenden Spektrographen; man versucht, sehr schmale Spektrallinien zu finden.
1961 veröffentlichten Robert N. Schwartz und Charles H. Townes eine Arbeit über die Möglichkeit interstellarer und interplanetarer Kommunikation mittels Maser. 1965 wurde erstmals ein Artikel über die Verwendung von Lasern für interstellare Kommunikation publiziert. In den 1970er Jahren wurde am Selentschuk-Observatorium im Rahmen des Projektes MANIA (Multichannel Analysis of Nanosecond Intensity Alterations) die erste Suche nach optisches Laserpulsen durchgeführt.
Eine Arbeitsgruppe um Paul Horowitz hat in den 1990er Jahren einen Detektor entwickelt und an einem 1,55-m-Teleskop am Oak-Ridge-Observatorium der Harvard-Universität installiert. Der Detektor arbeitete parasitär, d. h. parallel zu anderen astronomischen Untersuchungen. Zwischen Oktober 1998 und November 1999 wurden mit dem Detektor ungefähr 2500 Sterne untersucht. Die Forscher arbeiteten mit der Universität Princeton zusammen, um am 0,91-m-Teleskop des FitzRandolph Observatorium ebenfalls ein Nanosekunden-Detektionssystem zu installieren. Beide Teleskope beobachteten dann gleichzeitig in die gleiche Richtung, so dass der Fund eines Signals vom jeweils anderen Teleskop bestätigt oder als Falschalarm aussortiert werden konnte. Ab Dezember 2000 wurde an einem 1,8-m-Teleskop für ein OSETI Observatorium gebaut, das seit April 2006 online ist und primär für All-Sky (Gesamthimmel)-Suchen nach außerirdischen Laserpulsen eingesetzt wird.
Die UC Berkeley verfolgt zwei optische SETI-Programme. Geoffrey Marcy, ein Astronom, der hauptsächlich nach Exoplaneten sucht, führte am Keck-Observatorium Untersuchungen an den Spektren durch, konnte aber nicht nach Pulsen suchen, weil die zeitliche Auflösung der Aufnahmen zu gering war. Das andere Programm nutzt ein 0,76-m-Teleskop; es wird eine ähnliche Suche durchgeführt wie von der Gruppe an der Harvard-Universität. Auch am Lick-Observatorium wurde OSETI-Forschung betrieben. In der südlichen Hemisphäre gab es ein OSETI-Programm am Campbelltown Rotary Observatory der University of Western Sydney in Australien, das ab dem Jahre 2000 von dem Astronomen Ragbir Bhathal durchgeführt wurde.

### Quantenkommunikation
2021 veröffentlichte ein Wissenschaftler erstmals ein Preprint mit Wegen zur Suche nach ETI-Quantenkommunikation.

### SETA, SETV und Technosignaturen

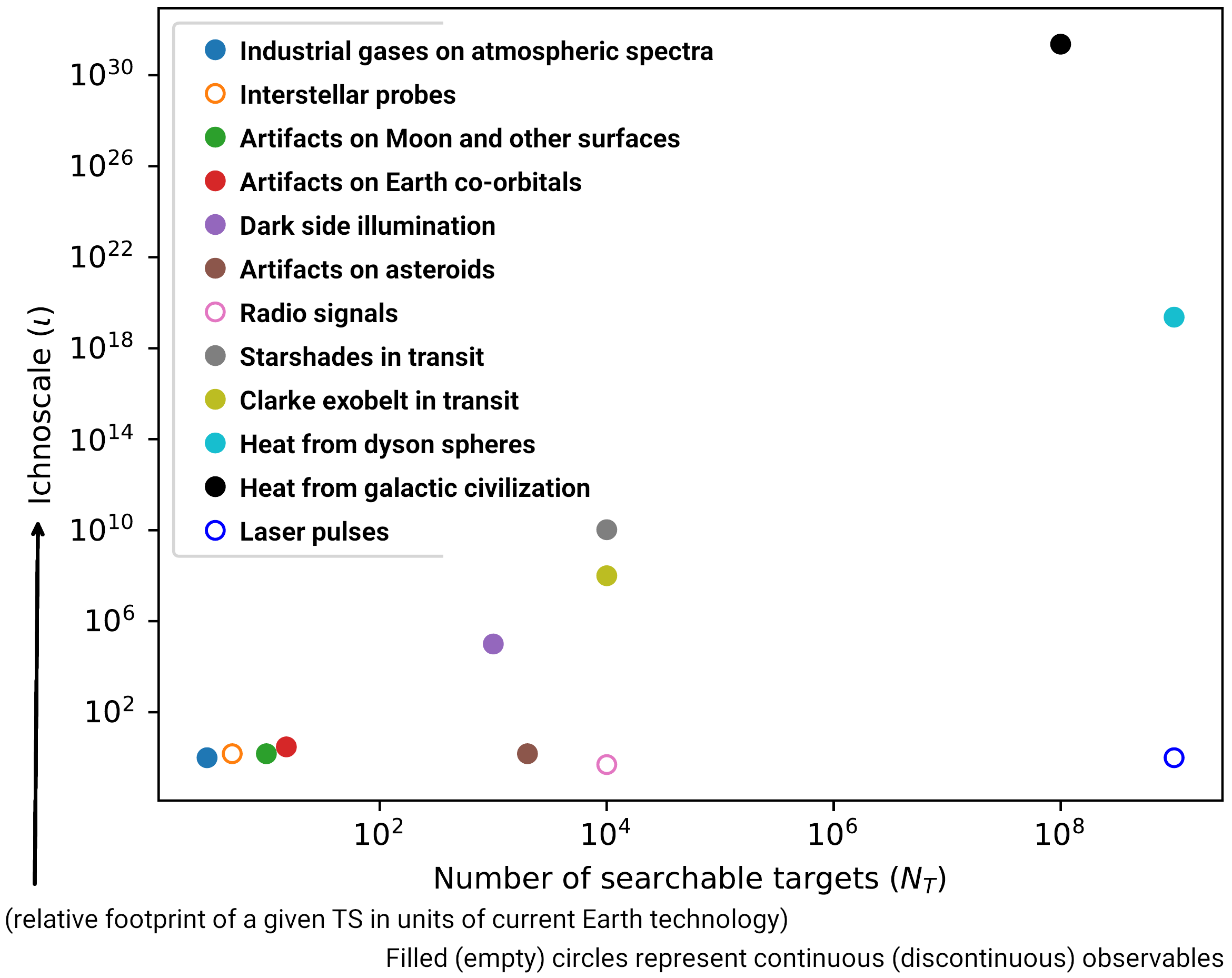
Klassifizierte Technosignaturen.

Hinweise auf extraterrestrische technologische Aktivitäten könnten aber nicht nur elektromagnetische Signale liefern. SETI-Forscher suchen auch vereinzelt nach außerirdischen Artefakten, Raumfahrzeugen, Raumsonden im Sonnensystem bzw. deren Energie- und Antriebssignaturen (wie z. B. Tritium oder evtl. Annihilationsprozesse von Antimaterieantrieben), Spuren von Bergbauaktivitäten auf dem Erdmond, Mars, Asteroiden, Kometen, o. ä. Anfang der 1980er Jahre wurden unter anderem am Kitt-Peak-Nationalobservatorium Suchprogramme durchgeführt, bei denen Lagrange-Punkte des Erde-Mond- und Erde-Sonne-Systems nach Objekten untersucht wurden. 1980 bis 1981 untersuchten die Radarastronomen Suchkin und Tokarev die Lagrange-Punkte L4 und L5 nach Artefakten in Park-Umlaufbahnen der Erde-Mond, Erde-Sonne Systeme, ohne Erfolg.
Es wurde auch schon mehrfach nach Dyson-Sphären gesucht, u. a. mit IRAS und WISE. Auch in Zukunft könnten astronomische Instrumente wie das noch in Planung befindliche Colossus Teleskop eingesetzt werden, um im All nach Infrarotsignaturen möglicherweise existierender Mega-Konstrukte wie Dyson-Sphären zu suchen. 2015 führen kurze nichtperiodische Helligkeitsreduzierungen von KIC 8462852 zu Spekulationen.
Auch innerhalb des Sonnensystems – etwa im Asteroidengürtel, Kuipergürtel oder in der Oortschen Wolke – könnten Relikte oder aktive extraterrestrischer Technologien, wie z. B. inaktive oder havarierte Kommunikations- und Aufklärungssonden oder selbst-replizierende Raumsonden vorhanden sein. Diese Methoden werden als SETA (Search for Extraterrestrial Artifacts) bzw. als SETV (Search for Extraterrestrial Visitation) oder auch als Xenoarchäologie oder Exoarchäologie und als Dysonian SETI bezeichnet. Im September 2018 hielt die NASA und das Lunar and Planetary Institute, den ersten Technosignatures Workshop ab. Laut Berichten und Wissenschaftlern hat NASA Mitte 2020 die Forschungsförderung für eine Suche nach außerirdischen „Technosignaturen“ bewilligt. Es ist das erste so unterstützte, speziell auf SETI ausgelegte Projekt seit drei Dekaden. Technosignaturen sind indirekte Hinweise auf Zivilisationen, wie etwa Auswirkungen großer Solarpanels im All oder Umweltverschmutzung – das von der NASA unterstütze Projekt soll auch den Aufbau einer digitalen Sammlung solcher Signaturen umfassen. 2016 wurde vorgeschlagen, dass das Verschwinden von Sternen eine plausible Technosignatur darstellen könnte. Im Jahr 2019 wurde dazu das Projekt „Vanishing & Appearing Sources during a Century of Observations“ (VASCO) gestartet. Auch Fast Radio Bursts wurden als mögliche Technosignaturen vorgeschlagen.
Die Theorien der Paläo-SETI oder der Ufologie finden zum Stand 2021 nur eine sehr geringe Rezeption in wissenschaftlichen Studien. Nach einem Bericht der New York Times im Jahr 2017, sowie veröffentlichten Interviews mit Augenzeugen des U.S. Militärs, Bestätigungen von Videomaterial durch U.S. Geheimdienste, medialen Informationen durch einen ehemaligen Leiter des „Advanced Aerospace Threat Identification Program“ der U.S.-Regierung und Angaben von Ex-Präsident der U.S.A. Barack Obama im Jahr 2021 erlangte dieses Thema ein erhöhtes öffentliches Interesse und führte unter anderem zum Start des „Galileo Project“, welches von Astronom Avi Loeb geleitet wird.

## Sonstiges
Andrew G.Haley und Ernst Fasan, Pioniere des Weltraumrechts, befassten sich schon früh mit möglichen juristischen Fragen eines Erstkontakts mit nicht-terrestrischen Spezies und entwickelten ein Konzept, das als Metarecht bezeichnet wird.
Seit 1999 gibt es am Institut für Astronomie der University of California, Berkeley den Watson and Marilyn Alberts Chair in the Search for Extraterrestrial Intelligence (SETI), eine Stiftungsprofessur, die 2012 von Geoffrey Marcy übernommen wurde.
Die Exosoziologie versucht mögliche soziologische Auswirkungen und hypothetische Erstkontakt-Szenarien zwischen Menschen und intelligenten extraterrestrischen Spezies zu erforschen und unterscheidet: Langstreckenkontakt-Szenario (wie z. B. auf technischem Weg durch Radiowellen), Artefakt-Szenario und direkter Kontakt.
Die Auswirkungen eines Kontakts wären vielseitig für z. B. Naturwissenschaften, Philosophie, Politik, Religion und sind Gegenstand aktueller interdisziplinärer Forschung und Diskussion. Manche Forscher, u. a. Paul Davies, sehen die Auswirkungen eines Erstkontakts für die etablierten Religionsgemeinschaften als möglicherweise problematisch an. Die NASA erforschte mögliche Konsequenzen schon in den 1960er Jahren und publizierte dies im NASA-Brookings Report (Proposed Studies on the Implications of Peaceful Space Activities for Human Affairs). Der Global Risks Report 2013 des World Economic Forums bezeichnet eine zukünftige Entdeckung außerirdischen Lebens als einen möglichen X-Factor, der tiefgreifende Auswirkungen haben könnte.
Im Rahmen des IYA 2009 veranstaltete der Vatikan eine Studien-Woche der Astrobiologie bei der rund 30 Fachwissenschafter aus Astronomie, Physik, Biologie, Geologie, Chemie und auch Seti-Forscherinnen wie unter anderen Jill Tarter und Vertreter der Päpstlichen Akademie der Wissenschaften und der Vatikanischen Sternwarte wie z. B. Guy Consolmagno und José Gabriel Funes referierten und diskutierten.
Im Oktober 2010 verabschiedete das SETI Permanent Committee der International Academy of Astronautics auf einem Symposium in Prag eine Deklaration (Declaration of Principles Concerning the Conduct of the Search for Extraterrestrial Intelligence) für die Suche und den Fall einer Entdeckung eines Signals. Die SETI-Forschungsgruppe der IAA hat schon früher eine Sammlung von Verhaltensweisen, die sog. SETI-Protokolle, vorgeschlagen. Die IAA betreibt verschiedene Arbeitsgruppen, die sich mit verschiedenen Aspekten von SETI, wie z. B. SETI Post-Detection und Communications with Extraterrestrial Intelligence befassen.
Um die Bedeutung und Glaubwürdigkeit einer möglichen Entdeckung eines extraterrestrischen Signals oder Artefakts einstufen und abschätzen zu können, wurde von den SETI-Forschern die Rio-Skala konzipiert. 2010 wurde auf einem Treffen der Royal Society die London-Skala (0–10) vorgestellt, die es ermöglicht wissenschaftliche Bedeutung, Validität und potentielle Konsequenzen zu bewerten.
Im Mai 2014 informierten Dan Werthimer, der Direktor des SETI Research Center an der University of California, Berkeley und Seth Shostak, Astronom am SETI-Institut, in einer öffentlichen Anhörung den Wissenschaftsausschuss des US-Repräsentantenhauses über Forschungsstand und die Zukunft der Suche nach extraterrestrischer Intelligenz und Astrobiologie. Die Wissenschaftler erläuterten aktuelle Projekte und diskutierten die Möglichkeit, dass außerirdisches Leben in den nächsten 20 Jahren gefunden werden könnte.
Der Astrophysiker René Heller vom Max-Planck-Institut für Sonnensystemforschung in Göttingen hat im April 2016 im Internet zu einer „SETI Decrypt Challenge“ (SETI-Entschlüsselungswettbewerb) aufgerufen, bei dem er zur Entschlüsselung einer erfundenen binär kodierten Botschaft aufrief. Die Nachricht orientierte sich an der berühmten Arecibo-Botschaft.
Steven J. Dick stellt fest, dass es keine festen Prinzipien für den Umgang mit erfolgreichen SETI-Detektionen gibt. Entdeckungen von Technosignaturen können ethische Implikationen haben und beispielsweise Informationen bezüglich astroethischen und verwandte maschinenethischen Fragen liefern, die sich unter anderem je nach Art, Verbreitung und Form der entdeckten Technologie unterscheiden können. Darüber hinaus können verschiedene Arten von bekannten oder veröffentlichten Informationen über detektierte Technologien und deren Verbreitung unterschiedliche Implikationen haben, die auch von Zeitpunkt und Kontext, sowie davon welche Kenntnisse zu welchem Grad gesichert wurden, abhängen können. Das Aussenden von Signalen – insbesondere vorsätzliche Radiosignal-Botschaften – ist, wie die Radiopulse durch ABM-Frühwarnsysteme während des Kalten Kriegs, mit erheblichen Risiken verbunden.

## Im Kino
Der Stoff wurde mehrfach in Kinofilmen aufgegriffen. SciFi-Werke wie Contact (1997) und Cosmos (2019) interpretieren das Thema SETI auf unterschiedliche Weise.

### Externe Artikel
- Geht die Botschaft im Rauschen unter? – kritischer Artikel von Rainer Kayser, bei astronews.com, vom 7. Dezember 2004
- SETI und die Folgen – Artikel von Michael Schetsche, bei Telepolis, vom 25. September 2003
- Guillermo A. Lemarchand: Detectability of Extraterrestrial Technological Activities. (englisch)
- Margaret C. Turnbull, Jill C. Tarter: Target Selection for SETI. I. A Catalog of Nearby Habitable Stellar Systems. The Astrophysical Journal Supp. Ser.2003, online
- A Nanosatellite Mission Concept for Optical SETI